# Aleksandr Prokopenko
Alyaksandr Timafeyevich Prakapenka (em bielorrusso, Аляксандр Цімафеевіч Пракапенка: (Bobruisk, 16 de novembro de 1953  - Minsk, 29 de março de 1989) é um ex-futebolista profissional bielorrusso que atuava no meio-campo, medalhista olímpico em Moscou 1980.

## Carreira
Aleksandr Prokopenko foi medalhistas olímpico com a União Soviética, nos jogos de Moscou 1980.